# Les Mondes d'Ewilan
Les Mondes d’Ewilan est une trilogie de livres écrite par Pierre Bottero. Elle fait suite à la trilogie La Quête d'Ewilan, et est éditée aux éditions Rageot. Elle retrace les aventures d’Ewilan dans sa lutte contre une entité malfaisante tentant d’envahir le monde et de détruire le Dessin.
Les deux premières trilogies écrites par Pierre Bottero, centrées sur le personnage d'Ewilan, ont ensuite été complétées par la trilogie Le Pacte des Marchombres, qui se déroule dans le même monde et est centrée sur le personnage d'Ellana. Le troisième tome de cette trilogie se situe après la fin des Mondes d'Ewilan et en reprend les personnages principaux.
L'auteur a également écrit une quatrième trilogie, L'Autre, dont l'univers présente des liens avec le monde de Gwendalavir, même s'il n'est pas explicitement le même.

## Résumé

### La Forêt des captifs
Alors qu'elle effectue un grand pas sur le côté pour profiter de 15 jours de vacances avec Salim, Ewilan est capturée par une mystérieuse Institution dirigée par Éléa Ril' Morienval. Elle y restera plusieurs mois, mais  finira par être sauvée par Salim et Maniel l'homme-lige qui brûlera pour libérer Ewilan. Une fois libérée, Ewilan et Salim rejoignent Ombre Blanche où ils rencontrent Maximilien. Malgré le fait qu'elle  progresse et guérit de jours en jours, l'Imagination lui reste interdite. Jusqu'au jour où, pour aider Maximilien, elle dessine une lumière. Ewilan est guérie ! Elle décide donc de retourner à l'Institution où sont restés prisonniers 4 enfants aux différents pouvoirs (lévitation, télékinésie, pyrotechnie et une forme dérivée du dessin). Salim et Ewilan découvrent alors Illian, un jeune garçon de 8 ans qui possède un étonnant pouvoir dérivé du Dessin. Il leur annonce alors que Maniel est vivant et retenu par Éléa Ril' Morienval. Effectivement Maniel est vivant mais ceci est un piège tendu par Éléa. Celle-ci a placé un gommeur interdisant à Ewilan d'utiliser l'imagination. Ewilan réalise alors un exploit en faisant venir au milieu du piège Ellana, Edwin, Siam et Duom Nil'Erg de Gwendalavir grâce à un dérivé du dessin. Ils les aident alors à délivrer Maniel. Avec l'aide de Bruno Vignol, membre du Ministère de l'Intérieur, ils démantèlent l'Institution et tuent les derniers Ts'liches. Ewilan, Salim, Ellana, Edwin et Siam rentrent en Gwendalavir.

### L'Œil d'Otolep
De retour en Gwendalavir, Ewilan découvre qu’une « méduse » aux tentacules mortels tente d’envahir l’Imagination. Alors qu’un mal sourd infecte son organisme, elle se joint à l’expédition qui part vers Valingaï afin de ramener Illian (un jeune garçon aux pouvoirs incroyables délivré de l’Institution) dans sa famille. Illian affirme avoir aperçu la méduse dans l'imagination, celle-ci lui aurait dit s'appeler Ahmour. Ewilan ne peut s'empêcher de faire le rapprochement avec un message qui lui était parvenu en pleine nuit par télépathie et lui avait dit : "l'Amour arrive". De plus, la méduse qui s'est infiltrée dans l'Imagination a tué une amie d'Ewilan, peut-elle être appelée Amour ? Après un chemin semé d'embûches et après avoir combattu de terribles ennemis, la troupe parvient aux confins de l’Empire devant l’Œil d’Otolep. À ce point du voyage, Ewilan est au plus mal, elle a révélé à ses amis qu'elle se sentait souvent mal et ceux-ci ont trouvé ce qui la faisait souffrir. C'est un mal dont on ne peut guérir, Ewilan s'attend donc à mourir bientôt quand Aquarelle, sa jument, l'aide à monter sur son dos et l'emporte vers l'Œil d’Otolep, un lac mythique lié à l'Imagination, qui guérit Ewilan et lui confie ensuite une bien mystérieuse quête... Le lac a également « immunisé » Ewilan contre la méduse et elle peut de nouveau s'enfoncer dans l'Imagination sans problèmes.

### Les Tentacules du mal
Ewilan et ses compagnons poursuivent leur périple vers Valingaï avec une triple mission : rendre Illian à sa famille, retrouver Altan et Élicia Gil’ Sayan, et anéantir la méduse qui s’étend dans l’Imagination. Ils traversent le désert Ourou et gagnent Hurindaï, une cité qui ne tarde pas à être attaquée et détruite par les armées de Valingaï. Les Alaviriens échappent de peu à la mort et reprennent leur voyage. C’est à Valingaï, sur le sable des arènes, que le destin d'Ewilan, celui de ses amis, et de Eléa Ril’ Morienval et de la méduse, dont ils ont découvert le nom, Ahmour, se croiseront une dernière fois dans une confrontation sans pitié. Éléa est tuée, Ahmour aussi, ainsi que Maniel, Artis Valpierre et Ellundril Chariakin disparait.

## Éditions

### Aux éditions Rageot
- Première parution aux éditions Rageot en 2004-2005, en grand format puis en format poche. Les couvertures sont illustrées par Jean-Louis Thouard.
  - La Forêt des captifs
  - L'Œil d'Otolep
  - Les Tentacules du mal

- Les éditions Rageot ont publié en 2011 une intégrale de la trilogie :
  - Les Mondes d'Ewilan, L'intégrale, paru le 16/02/2011, 912 pages,  (ISBN 9782700237559)

- En 2015, la trilogie a été rééditée avec de nouvelles couvertures dessinées par l'illustratrice Krystel, d'abord en grand format :
  - La Forêt des captifs, paru le 14/10/2015, 384 pages,  (ISBN 9782700249293)
  - L'Œil d'Otolep, paru le 14/10/2015, 384 pages,  (ISBN 9782700249309)
  - Les Tentacules du mal, paru le 14/10/2015, 448 pages,  (ISBN 9782700249316)

- Une édition au format poche a suivi en 2017 :
  - La Forêt des captifs, paru le 07/06/2017, 384 pages,  (ISBN 9782700239027)
  - L'Œil d'Otolep, paru le 05/07/2017, 384 pages,  (ISBN 9782700239034)
  - Les Tentacules du mal, paru le 02/08/2017, 448 pages,  (ISBN 9782700239041)

### Aux éditions du Livre de Poche
La trilogie a été rééditée en mars 2013 aux éditions du Livre de Poche.
- La Forêt des captifs, paru le 20/03/2013, 312 pages,  (ISBN 9782253164722)
- L'Œil d'Otolep, paru le 20/03/2013, 312 pages,  (ISBN 9782253164739)
- Les Tentacules du mal, paru le 20/03/2013, 408 pages,  (ISBN 9782253164746)

## Adaptation en bande dessinée
Une adaptation en bande dessinée, illustrée par Laurence Baldetti et Cecilia Formicola et scénarisée par Lylian est publiée aux éditions Glénat. Le premier tome est paru le 4 novembre 2020.
| Numéro de tome | Titre                | ISBN              | Date de parution |
| -------------- | -------------------- | ----------------- | ---------------- |
| 1              | La forêt des captifs | 978-2-34403-773-7 | 4 novembre 2020  |
| 2              | Le Dernier Ts'lich   | 978-2-34404-591-6 | 10 novembre 2021 |
| 3              | La Muraille noire    | 978-2-34404-592-3 | 2 novembre 2022  |
| 4              | Le Brûleur           | 978-2-34405-750-6 | 8 novembre 2023  |
| 5              | L'Oeil D'Otolep      | 978-2-344-06342-2 | 3 Septembre 2025 |